# Lilli Haller

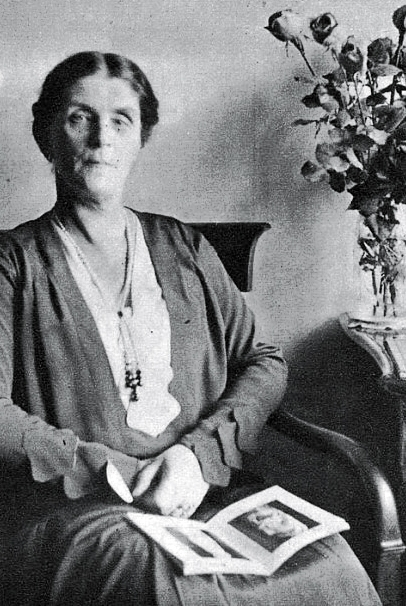
Lilli Haller

Lilli Haller (geboren am 3. Dezember 1874 als Elisabeth Gertrud Haller in Kandergrund; gestorben am 20. April 1935 in Zollikon) war eine Schweizer Schriftstellerin.

## Leben
Die aus dem Berner Oberland stammende Pfarrerstochter ging nach ihrer Ausbildung als Privatlehrerin nach Russland, wo sie zwölf Jahre verbrachte. Sie unterbrach ihren Russlandaufenthalt für ein Studium der Germanistik in Bern, das sie 1906 abschloss, um dann an einem Mädchengymnasium in Jalta auf der Krim zu unterrichten. 1917 floh sie vor der Oktoberrevolution und kehrte über Singapur in die Schweiz zurück. Dort unterrichtete sie in Bern an der höheren Töchterschule und besorgte für die Bundesverwaltung Russischübersetzungen. Ab 1920 lebte sie in Zollikon nahe Zürich als freie Schriftstellerin.

## Werke und Auszeichnungen
Haller schrieb Erzählungen und Biographien. Sie wurde mit einer Ehrengabe der Schweizerischen Schillerstiftung geehrt.
- Jeremias Gotthelf. Studien zur Erzählungstechnik. (Dissertation, Bern 1906)
- Die Frau Major (Berner Novelle, 1913)
- In tiefster russischer Provinz (Novellen, 1913)
- Das Märchen von den Buchstaben (1918)
- Der Mord auf dem Dorfe. Erzählung aus inner-russischer Provinz (1918)
- Sonderlinge (Novelle, 1919)
- Die Stufe (Roman, 1923)
- Julie Bondeli (Monografie, 1924)
- Landammann Zellweger (1926)
- Frau Agathens Sommerhaus. Eine stille Geschichte (1930)
- Gedichte (1935)

### Neuausgabe
- Lilli Haller: Ausgewählte Erzählungen, herausgegeben und mit einem Nachwort von Loriana Zeltner, Chronos Verlag, Zürich 2023, 256 Seiten, ISBN 978-3-0340-1725-1